# Jamu
Jamu is een bestuurslaag in het regentschap Sumbawa van de provincie West-Nusa Tenggara, Indonesië. Jamu telt 1222 inwoners (volkstelling 2010).